# Jule Stinkesocke
Jule Stinkesocke (Langform: Jules Blog – Aus dem Leben einer Stinkesocke) war der Name eines Weblogs, das 2023 als Realfake enttarnt wurde. Es berichtete ab 2009 über das Leben der angeblich nach einem Unfall querschnittsgelähmten Hamburgerin Julia Gothe (geboren 1992) und ihren Alltag. Nachdem der Blog mehrere Preise erhalten hatte, wurde er am 2. April 2023 ohne Ankündigung gelöscht. Es waren Vorwürfe laut geworden, dass die Identität frei erfunden sei. Der Twitter-Account mit rund 69.000 Followern ging zwei Tage später offline.

## Hintergrund
Julia Gothe war laut Weblog mit 15 Jahren bei einem Unfall lebensgefährlich verletzt worden. Zurück blieb eine Querschnittslähmung. Das Führen des Blogs sollte, nach dieser Version, von einer Psychotherapeutin im Krankenhaus empfohlen worden sein, ursprünglich mit dem Ziel, ihre medizinische Rehabilitation zu unterstützen. Später habe sie studiert und sei Kinderärztin geworden. In den ersten vier Jahren hatte Gothe keine Angaben zur Urheberschaft im Blog, erst 2013 wurde ein Impressum erstellt, in dem bis 2023 ein im Rollstuhl sitzender Mann, der sich als Vorsitzender für einen inklusiven Sportverein in Hamburg engagiert, genannt wurde, erst als Vertretungsberechtigter, ab 2016 als inhaltlich verantwortlicher Anbieter.
Julia Gothe wollte nach den Angaben im Blog mit Vorurteilen aufräumen. Auf dem Blog wurden beispielsweise 50 Sätze aufgelistet, die sie schon „mehr als einmal“ von Wildfremden gehört haben wollte und beantwortet einige „Klassiker-Fragen“, z. B. wie sie es schaffe, sich auf die Toilette umzusetzen und sich zeitgleich die Hose runter zu ziehen. Später schrieb Gothe über ihre Karriere als Ärztin sowie ihre Pflegetochter im Teenageralter, die ebenfalls auf einen Rollstuhl angewiesen sei.
Aufmerksamkeit erreichte das Blog, als es mit 65.000 Stimmen zum besten deutschsprachigen Blog 2012 des Best-of-the-Blog-Awards (The BOBs) der Deutschen Welle gewählt wurde. Kurz darauf porträtierte das Magazin der Aktion Mensch Menschen. das magazin Gothe mit ihrem Blog als „Mutmacher“. Der Twitter-Account hatte bis zu 70.000 Follower.

## Aufdeckung
Anfang April 2023 veröffentlichte ein anonymer Nutzer auf Twitter Screenshots der australischen Pornodarstellerin Kylie Harris neben denen von Jules Profilbild mit einem spöttischen Kommentar. Eines der Bilder der Pornodarstellerin ist bis auf Farbgestaltung und eine Spiegelung identisch mit dem Profilbild. Die Medien griffen diese Vorwürfe auf und fanden weitere Hinweise für die Fiktionalität des Accounts. Nachdem die Vorwürfe verbreitet bekannt wurden, wandte sich die Person hinter dem Account in einer Stellungnahme an ihre Follower, in der sie noch einmal bekräftigte, über ihre „realen Erlebnisse“ als „querschnittsgelähmte Frau“ zu schreiben. Jedoch sei der Name nicht real. Ausschließlich der „inhaltliche Kern dessen, was [die Nutzerin] schreibe“, sei real.
Als Betreiber der Twitter-Konten von Jule und auch ihrer Pflegetochter Helena sowie des Weblogs wird der Inhaber des Webspace und gleichzeitig Administrator des Weblogs vermutet, der beim Aktion-Mensch-Artikel als Vermittler fungiert hat. Auch er betreibe einen Twitter-Account und habe sehr oft mit den beiden anderen Twitter-Konten interagiert. Auch einzelne Bilder würden sich ähneln, z. B. Aufnahmen von einem Ostseestrand. Er sei ferner Begünstigter eines Spendenaufrufs von Jule für ein neues Auto bei Twitter gewesen. Der Administrator bestritt über seine Anwälte, die Inhalte selbst verfasst zu haben, lehnte darüber hinaus aber eine Stellungnahme ab. Weblog und Social-Media-Kanäle der angeblichen Autorin sind seither gelöscht bzw. unerreichbar.
Julia Probst kritisierte in einem Interview mit der Augsburger Allgemeinen diesen und andere Fake-Accounts, da sie „wichtige Sichtbarkeit [bündeln würde], die dann anderen wirklich wichtigen und echten Accounts fehlt. Die ganze Geschichte [sei] sehr bitter,  weil das Vertrauen in die Accounts gesunken ist und sinken wird, die wirklich authentisch und aus eigener Hand aus ihrem Leben als Mensch mit Behinderung berichten.“
Im Dezember 2024 veröffentlichte das ZDF „WTF is Jule?!“, eine vierteilige Doku-Serie zum Fall Jule Stinkesocke. Die freie Journalistin Piri Robinson, bei der Produktion für die Fachberatung Recherche verantwortlich, veröffentlicht die Erkenntnisse zur Causa Jule Stinkesocke nach und nach detailliert auf ihrer Website. Im Mai 2025 wurde die Doku-Serie für den Deutschen Entertainment Award nominiert.

## Auszeichnungen
- 2012: Bestes deutschsprachiges Blog des „Best of the Blogs“-Awards der Deutschen Welle (Publikumspreis)[5]